# Ardennes
Ardennes (IPA: [aʁˈdɛn]) a 83 eredeti megye (département) egyike, amelyeket a francia forradalom alatt, 1790. március 4-én hoztak létre.

## Elhelyezkedése
Franciaország északi részén terül el, Grand Est régió (2015 végéig Champagne-Ardenne régió) része.  A megyét keletről Meuse, délről Marne, nyugatról Aisne megyék határolják, északról pedig Belgiummal szomszédos.

## Települések
A megye legnagyobb városai 2011-ben:

| Település            | Népesség |
| -------------------- | -------- |
| Charleville-Mézières | 49 433   |
| Sedan                | 18 577   |
| Revin                | 7 214    |
| Rethel               | 7 716    |
| Givet                | 6 663    |
| Nouzonville          | 6 318    |
| Bogny-sur-Meuse      | 5 478    |
| Vouziers             | 4 141    |
| Fumay                | 3 697    |
| Vrigne-aux-Bois      | 3 433    |

## Útmenti tájképek

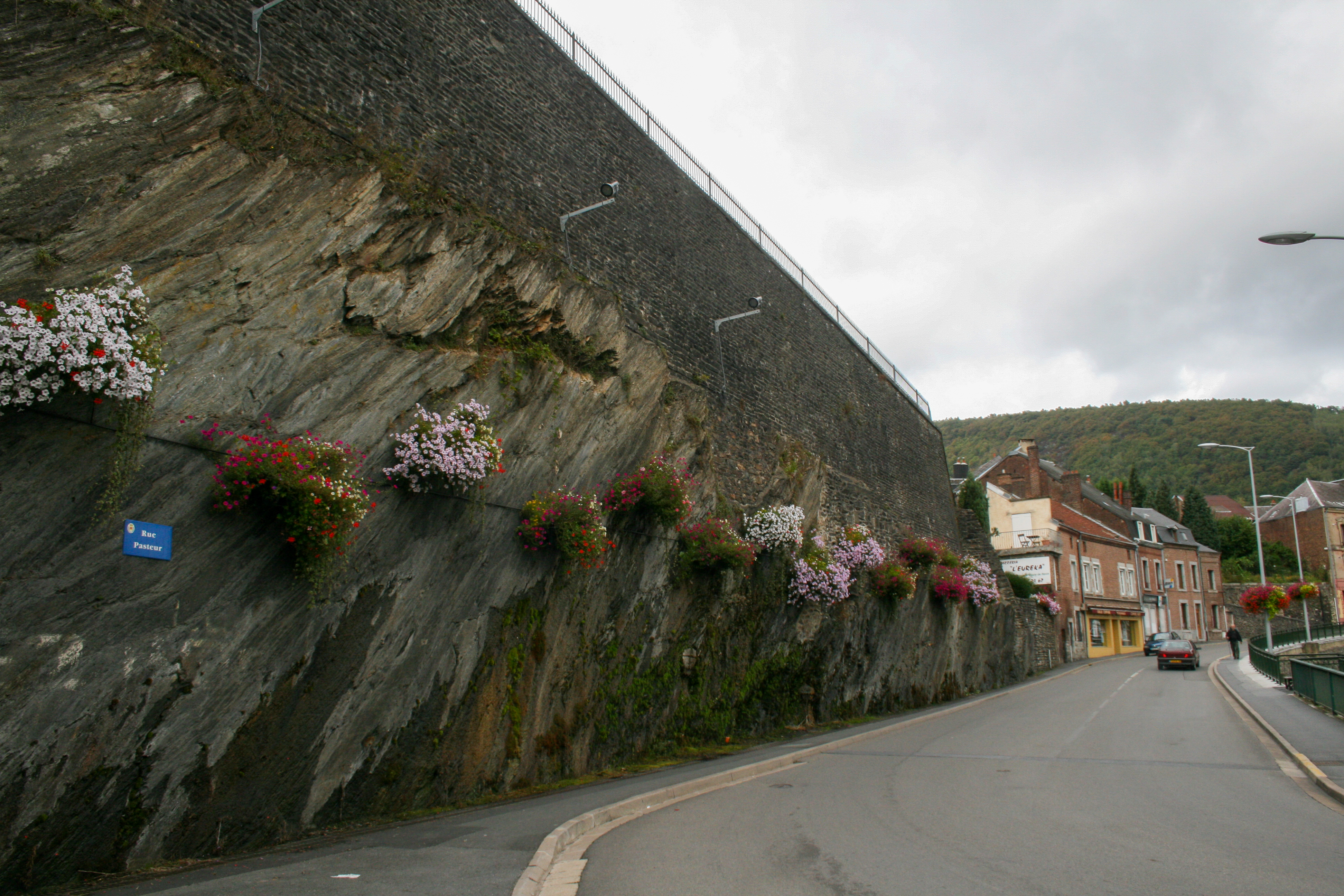
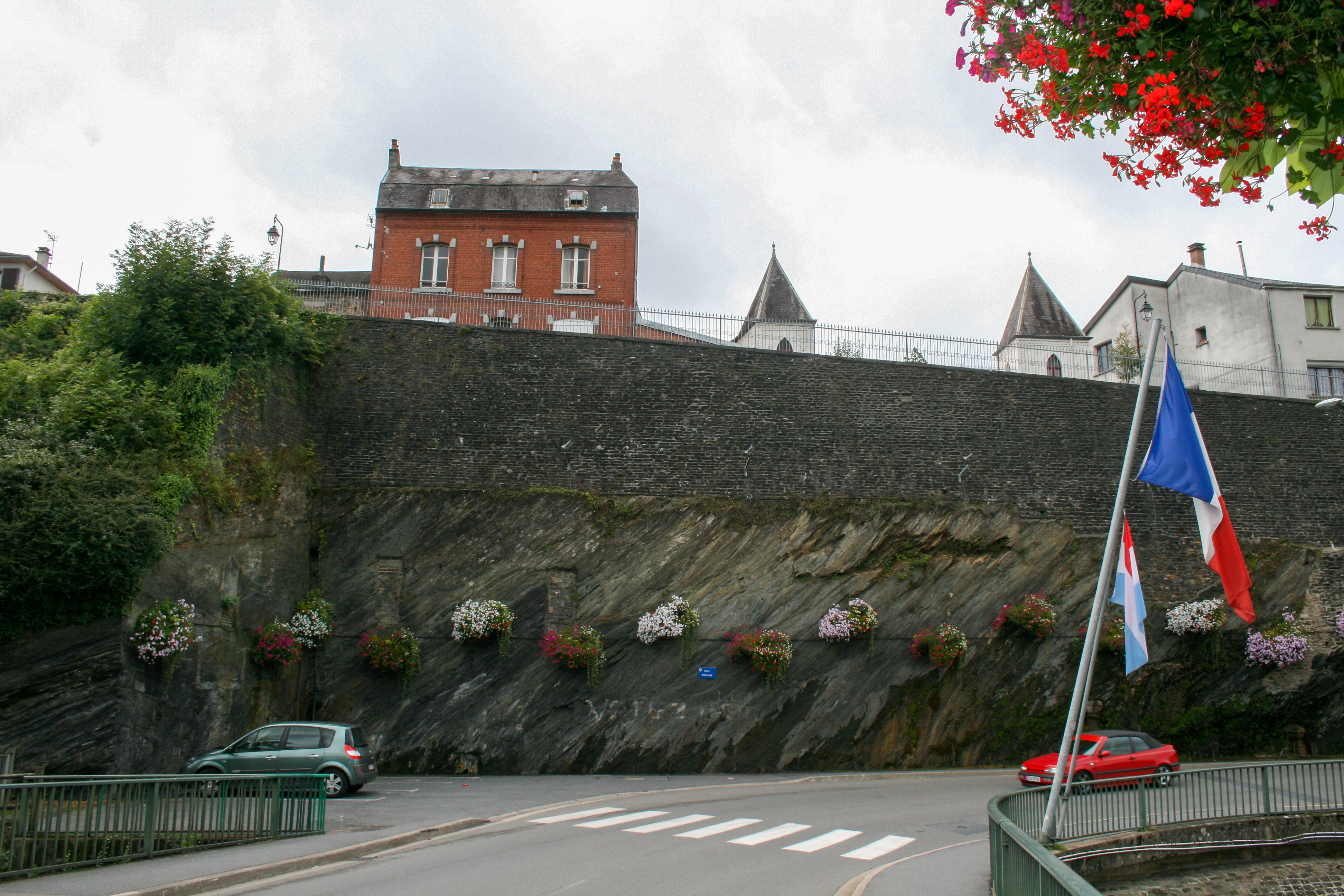
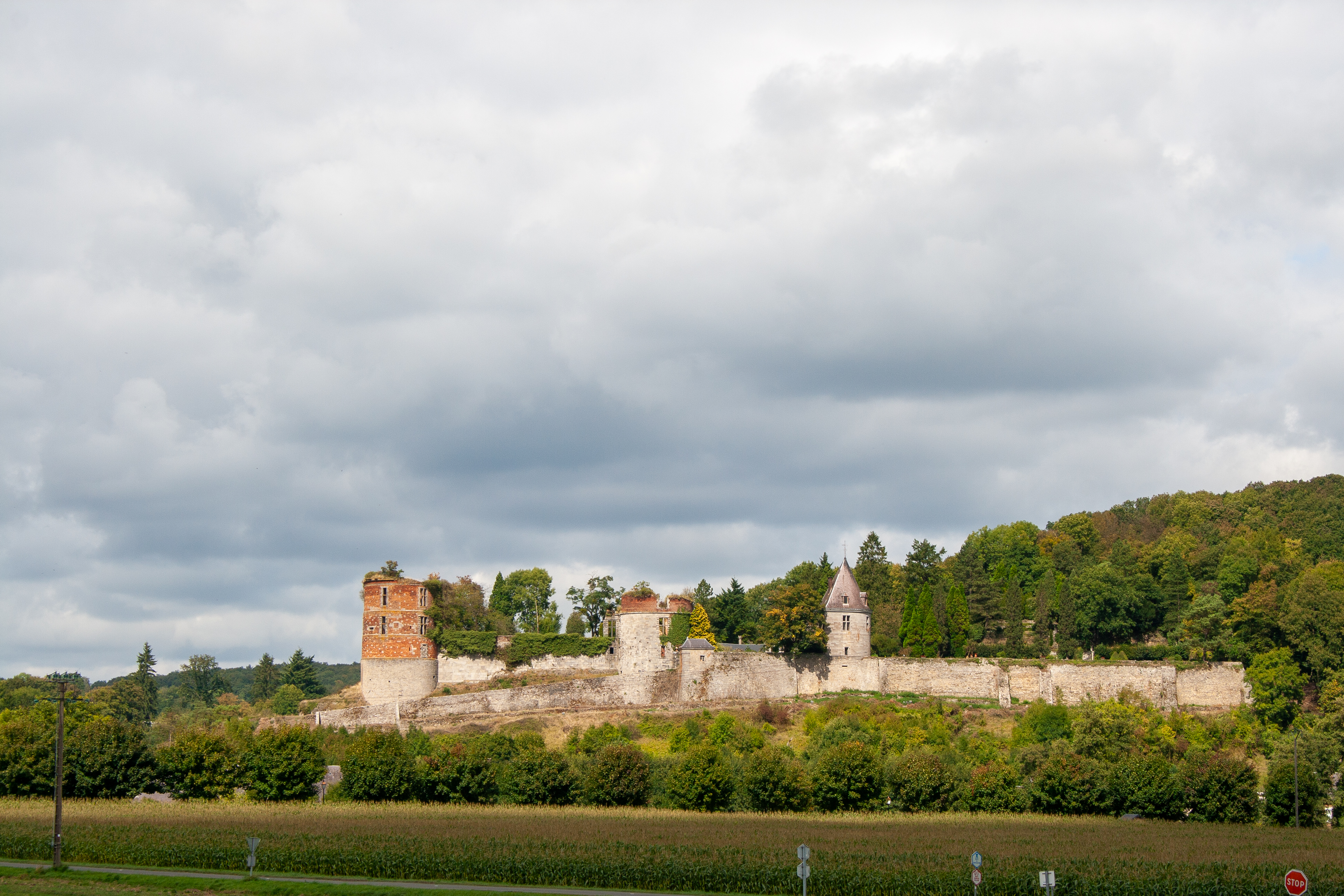
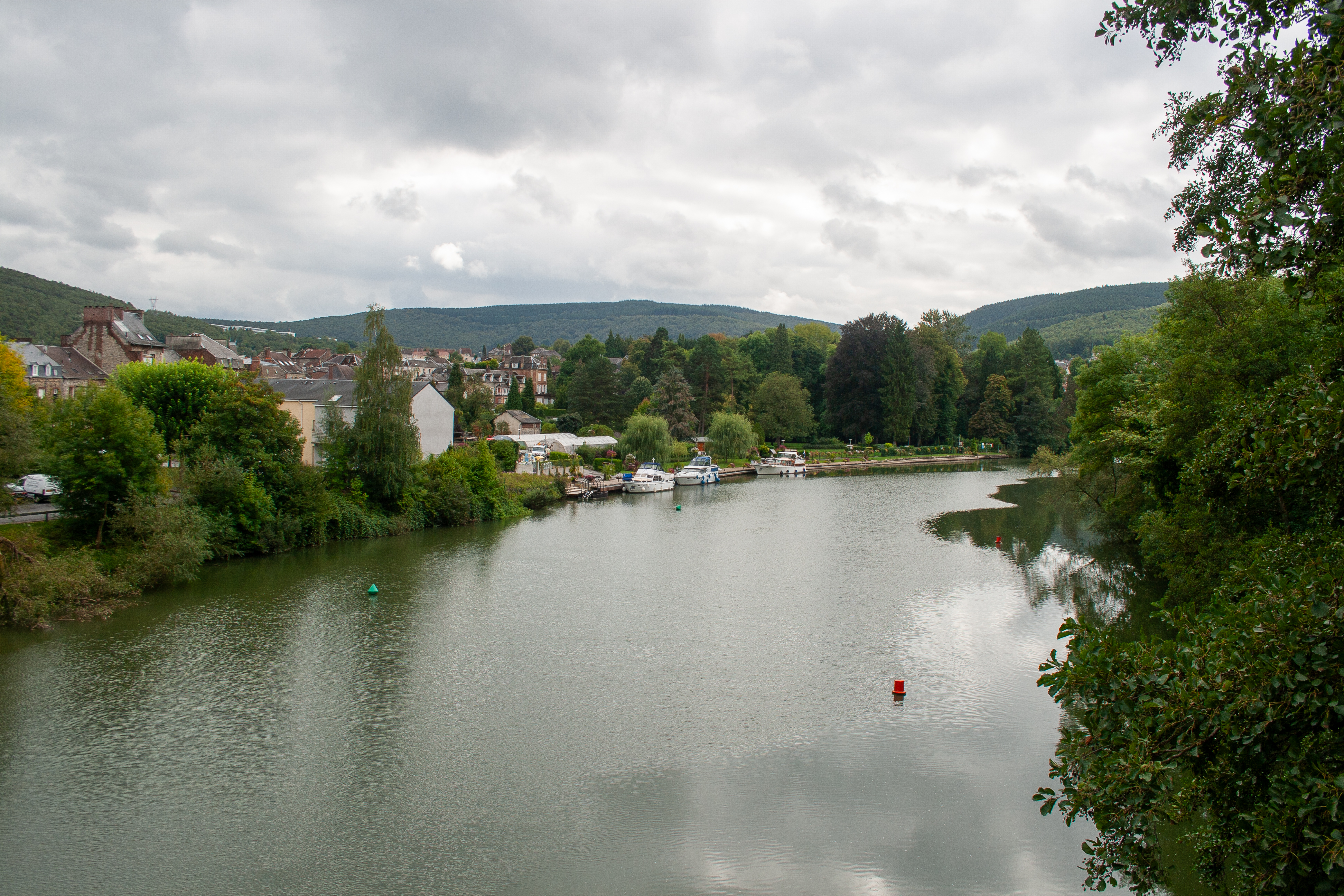

## Városok

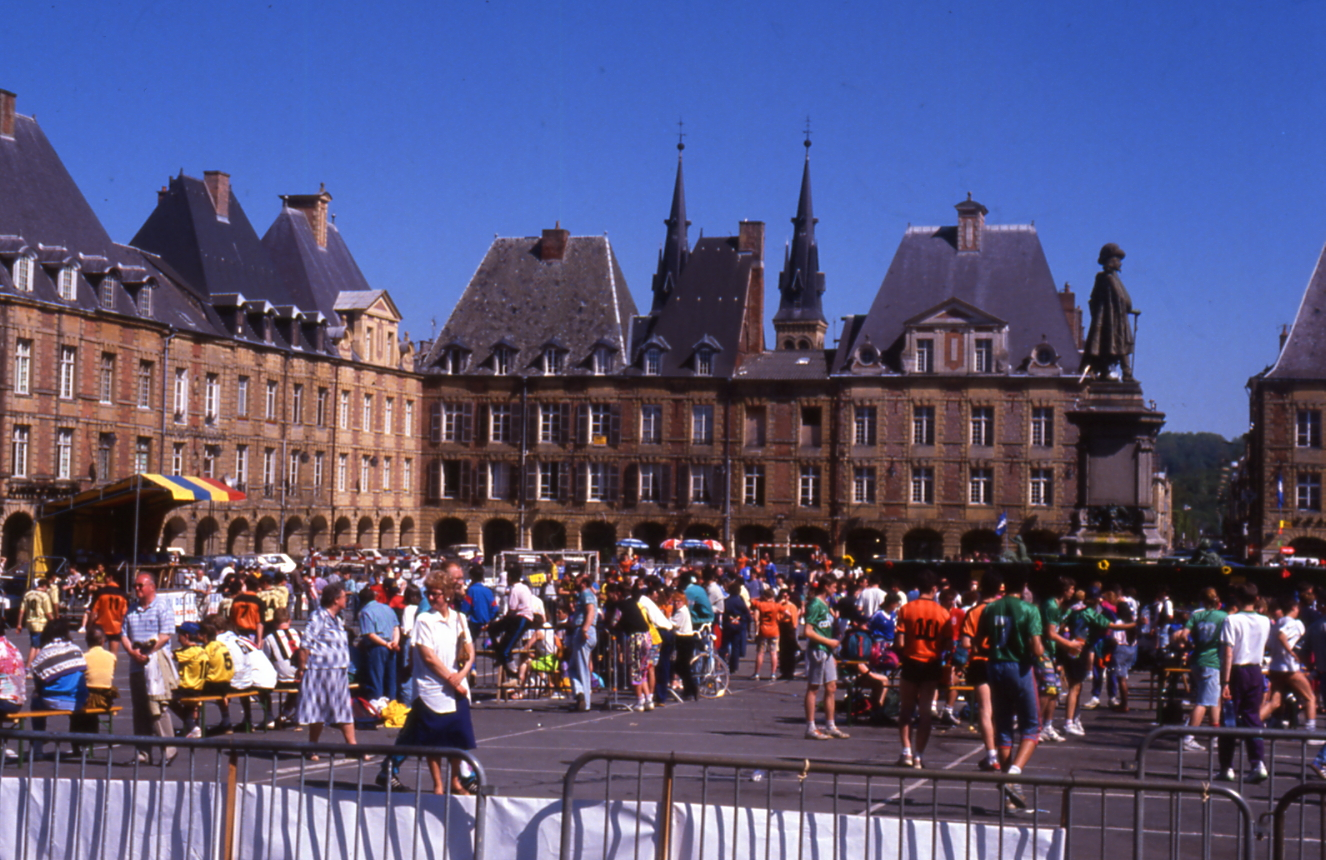
Charleville-Mézières
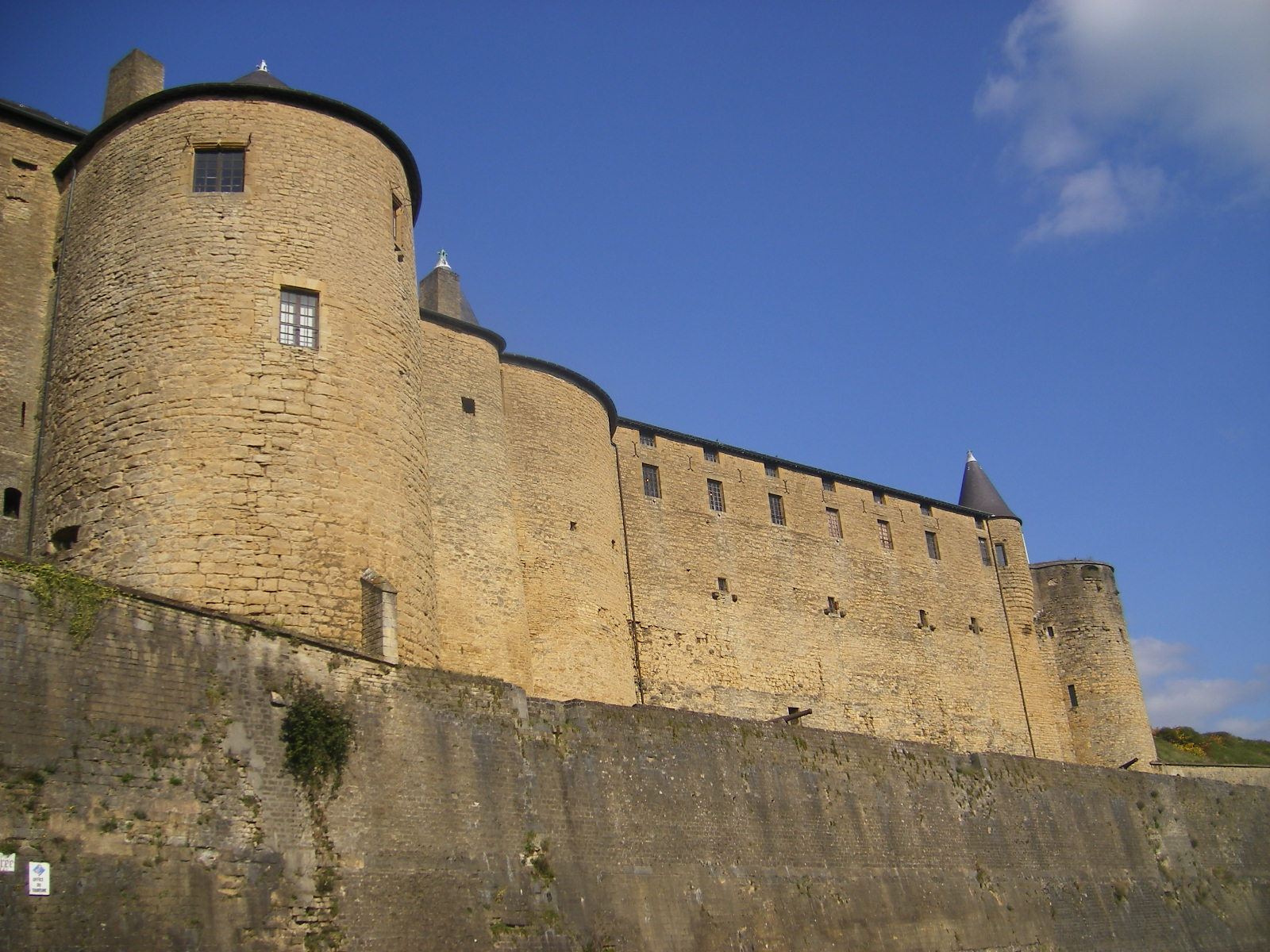
Sedan
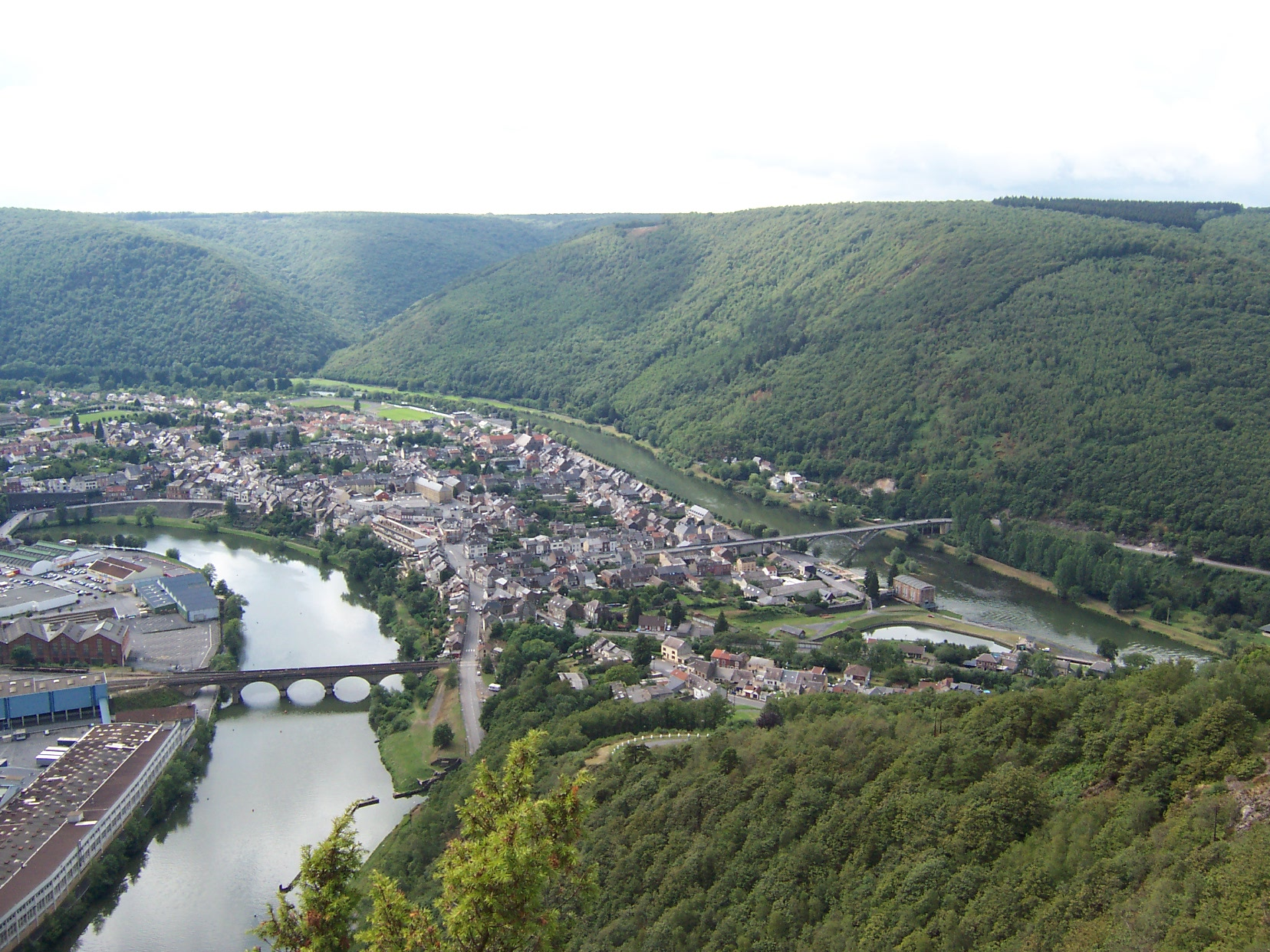
Revin
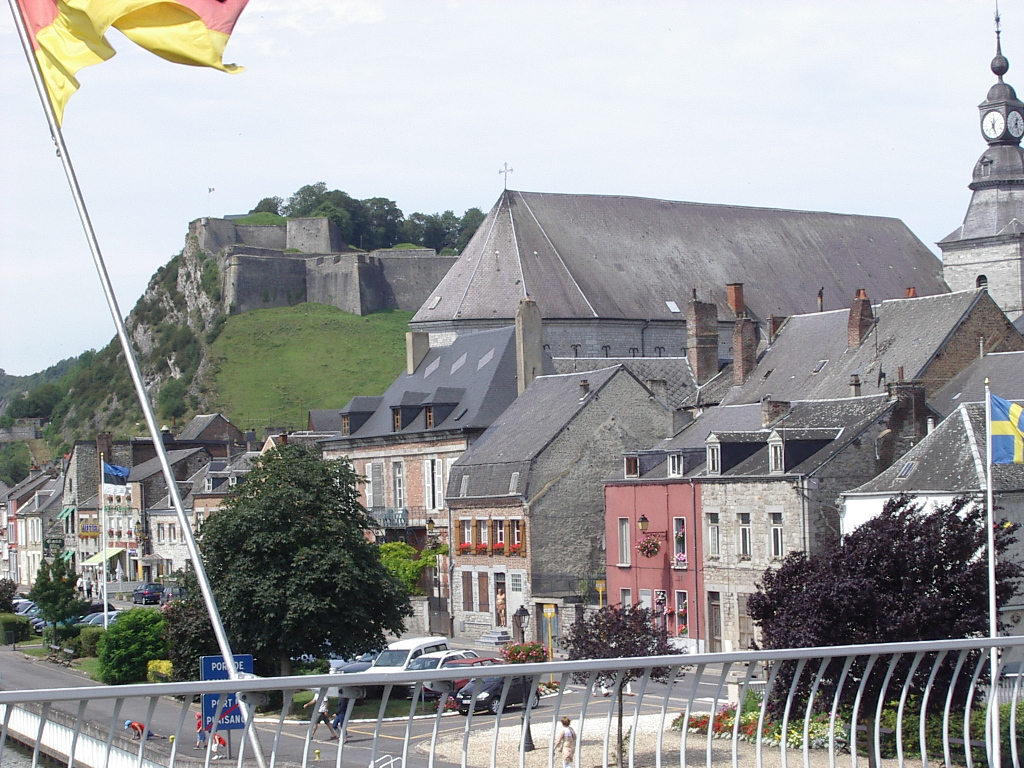
Givet
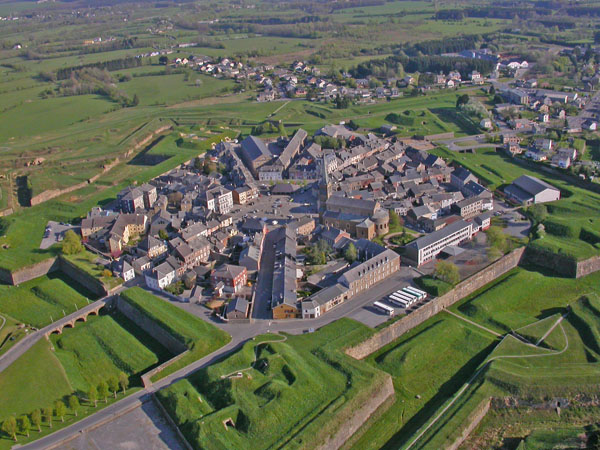
Rocroi